# Ramon Salas i Ricomà
Ramon Salas i Ricomà (Tarragona, 1848-1926) fou un arquitecte català, titulat el 1873 a Barcelona. Va exercir d'arquitecte provincial (1890) i diocesà (1894), a més d'acadèmic de la Reial Acadèmia de Belles Arts de San Fernando.
L'estil arquitectònic que emmarca l'obra de Salas és una confluència de modernisme i eclecticisme. Afinant més, podríem situar-lo a l'anomenada 'arquitectura ruskiniana' caracteritzada per la lluita de la matèria i la forma.
El perfil arquitectònic de Tarragona es deu, molt directament, per les seves construccions. Així, a la Rambla Nova hi trobem la seva pròpia casa, Casa Salas Ricomà. Al mateix carrer, hi trobem la Casa Tomàs Rosell, la Casa Sala, la Casa Castellví i la Casa Boxó. L'església de Sant Pere del Serrallo (1878) és una de les altres construccions més famoses.
Altres obres emblemàtiques són la Plaça de toros (1885) i el monument a Roger de Llúria (1889) de Tarragona. Cal remarcar l'ampliació de la sagristia de la seu tarragonina.
Obres seves destacades d'altres indrets són la façana de la casa de la ciutat de Valls (projecte del 1896) o les antigues escoles públiques de Xerta (actual casa de la Vila), del 1895 així com les antigues Escoles públiques Miquel Granell a Amposta, l'actual Museu de les Terres de l'Ebre, i les antigues Escoles públiques de Mont-Roig del Camp (1903-1910), actual Casa de Cultura Agustí Sardà. Entre les obres de restauració de monuments antics cal fer referència a la consolidació dels fonaments del Pilar de Saragossa, amenaçats per les infiltracions de l'Ebre, i diverses obres en el monestir de Poblet.
Els anys 1880-1881 va redactar el projecte de reforma dels ravals de Santa Tecla i Sant Francesc de Montblanc. Reformes urbanístiques realitzades amb motiu de la construcció de la nova carretera exterior (coneguda com "carretera transversal"), que permetia, a través del Pont Nou, evitar el trànsit de vehicles pel centre de Montblanc.
D'altra banda també va tenir un paper important en el camp de l'estudi i publicà la Guía Histórica y Artística del Monasterio de Poblet (1893) —de la qual sortí una edició abreujada el 1903— i Guía del Real Monasterio de Santes Creus (1894).
L'any 1887, com arquitecte municipal de Tarragona, va ser nomenat director dels Bombers de Tarragona, i va reorganitzar i modernitzar el servei d'incendis de la ciutat. L'estiu de 1890, havent estat escollit arquitecte de la Diputació Provincial, Ramon Salas deixa el càrrec d'arquitecte
municipal i de director del Cos de Bombers. L'any 1913, coincidint amb la seva jubilació és nomenat com a cap honorífic del Cos de Bombers de Tarragona.